# The Morals of Marcus
The Morals of Marcus er en amerikansk stumfilm fra 1915 af Edwin S. Porter og Hugh Ford.

## Medvirkende
- Marie Doro som Carlotta.
- Eugene Ormonde som Marcus Ordeyne.
- Ida Darling som Mrs. Ordeyne.
- Julian L'Estrange som Pasquale.
- Russell Bassett som Hamdi.